# Larry Tesler
Lawrence Gordon Tesler, dit Larry Tesler, né le 24 avril 1945 à New York et mort le 16 février 2020 à Portola Valley en Californie, est un informaticien américain, spécialiste des interactions homme-machine.
Notamment connu pour être le créateur du copier-coller, il a travaillé dans diverses sociétés informatiques, dont Xerox PARC, Apple, Amazon et Yahoo!.

## Biographie
Larry Tesler naît à New York en 1945 dans le quartier du Bronx.
Diplômé de Stanford en 1965,, il travaille essentiellement sur la conception d'interface utilisateur.
Débauché de chez Xerox en 1980, il passe dix-sept ans chez Apple où il développe la fonctionnalité du copier-coller, des manipulations informatiques utilisées pour reproduire ou déplacer facilement des données (texte, image, fichier, etc.) depuis une source vers une destination. Il poursuit sa carrière d'abord chez Amazon puis chez Yahoo!.
Il meurt le 16 février 2020 à Portola Valley (Californie) à l'âge de 74 ans.